# NGC 2506

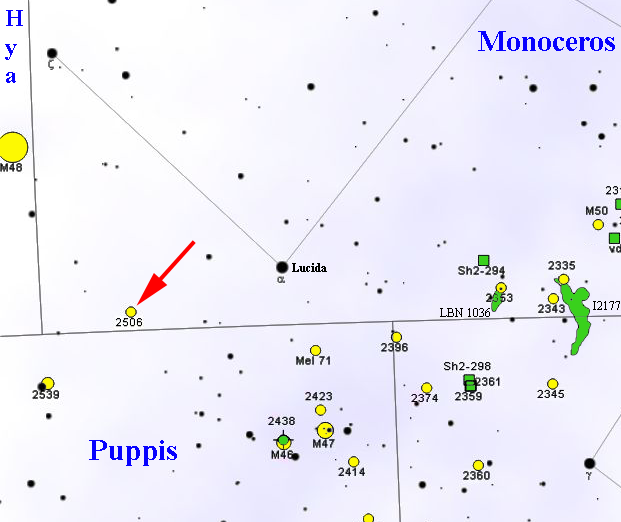
Bản đồ hiển thị vị trí của NGC 2506

NGC 2506 là một cụm sao mở trong chòm sao Kỳ Lân. Nó được phát hiện bởi William Herschel vào năm 1791.